# Кокаєв Руслан Таймуразович
Руслан Таймуразович Кокаєв (ос. Кокайты Таймуразы фырт Руслан, рос. Руслан Таймуразович Кокаев, вірм. Ռուսլան Կոկաև; нар. 12 вересня 1980, Владикавказ, Північна Осетія) — російський, потім вірменський борець вільного стилю осетинського походження, переможець та срібний призер чемпіонатів Європи. Майстер спорту Росії міжнародного класу з вільної боротьби.

## Біографія
Боротьбою почав займатися з 1988 року. Перший тренер Маїрбек Гізіков. Був бронзовим призером чемпіонату світу 1995 року серед кадетів. З 1997 року тренувався у Заслуженого тренера Росії Казбека Дедегкаєва. Чемпіон Росії 2000 року серед юніорів. Виступав за Російську армію і СК «Алани», Владикавказ. Триразовий срібний призер чемпіонатів Росії (2001, 2003, 2004). У збірній команді Росії з 2001 року. У її складі став чемпіоном Європи 2004 року. У 2006 році отримав дозвіл від Федерації спортивної боротьби Росії виступати за збірну команду Вірменії. У її складі став віце-чемпіоном Європи 2006 року.
Випускник Північно-Осетинського державного університету імені К. Л. Хетагурова.

## Виступи на Чемпіонатах світу
| Змагання                        | Збірна   | Вагова категорія | Місце |
| ------------------------------- | -------- | ---------------- | ----- |
| Чемпіонат світу з боротьби 2006 | Вірменія | 74 кг            | 13    |
| Чемпіонат світу з боротьби 2007 | Вірменія | 74 кг            | 32    |

## Виступи на Чемпіонатах Європи
| Змагання                         | Збірна   | Вагова категорія | Місце  |
| -------------------------------- | -------- | ---------------- | ------ |
| Чемпіонат Європи з боротьби 2004 | Росія    | 74 кг            | Золото |
| Чемпіонат Європи з боротьби 2006 | Вірменія | 74 кг            | Срібло |
| Чемпіонат Європи з боротьби 2007 | Вірменія | 74 кг            | 5      |

## Виступи на Кубках світу
| Змагання                    | Збірна | Вагова категорія | Місце |
| --------------------------- | ------ | ---------------- | ----- |
| Кубок світу з боротьби 2001 | Росія  | 76 кг            | 5     |

## Виступи на інших змаганнях
| Змагання                                 | Збірна   | Вагова категорія | Місце  |
| ---------------------------------------- | -------- | ---------------- | ------ |
| Міжнародний меморіал Дейва Шульца 2001   | Росія    | 76 кг            | Срібло |
| Олімпійський кваліфікаційний турнір 2008 | Вірменія | 74 кг            | 14     |
| Олімпійський кваліфікаційний турнір 2008 | Вірменія | 74 кг            | 5      |